# Marcel Tiemann
Marcel Tiemann (ur. 19 marca 1974 w Hamburgu) – niemiecki kierowca wyścigowy.

## Życiorys
Tiemann rozpoczął karierę w międzynarodowych wyścigach samochodowych w 1992 roku od startów w Formule König. Został tam sklasyfikowany na dziesiątej pozycji w klasyfikacji generalnej. W późniejszych latach Niemiec pojawiał się także w stawce Niemieckiej Formuły Renault, Niemieckiej Formuły 3, Grand Prix Monako Formuły 3, Masters of Formula 3, FIA GT Championship, Deutsche Tourenwagen Masters, V8Star Germany, Porsche Supercup, 24h Nürburgring, Grand American Rolex Series, Le Mans Series, American Le Mans Series, VLN Endurance, BFGoodrich Langstreckenmeisterschaft Nürburgring, Speedcar Series oraz International GT Open.